# أنتوني تايلور
أنتوني تايلور (بالإنجليزية: Tony Taylor)‏ (و. 1917 – 1972 م) هو عالم براكين، من أستراليا، توفي عن عمر يناهز 55 عاماً.

## التعليم
تعلم في جامعة سيدني.

## جوائز
حصل على جوائز منها:
- وسام صليب الملك جورج [الإنجليزية]‏ (22 أبريل 1952).[3]